# CSI: Crime Scene Investigation (televisieserie)
CSI: Crime Scene Investigation, kortweg CSI, is een Amerikaanse televisieserie die om een forensisch onderzoeksteam in Las Vegas draait. In de Verenigde Staten liep de serie van oktober 2000 tot 2015. Het merk CSI breidde na verloop van tijd uit met meerdere spin-offs en in andere media, zoals videospellen en CSI-boeken. CSI werd in 2015 stopgezet na 15 seizoenen. 

## Verhaal
De serie draait om een forensisch team in de stad Las Vegas. De taak van dit team is om verschillende misdrijven op te lossen. Dit kan een moord, verkrachting of een opzettelijke (woning)brand zijn. Het team stond de eerste acht seizoenen onder leiding van Gil Grissom (gespeeld door William Petersen), en sinds halverwege seizoen negen Catherine Willows (gespeeld door Marg Helgenberger). De huidige teamleider is DB Russell, een rol gespeeld door Ted Danson.
Het team heeft een forensisch laboratorium tot zijn beschikking. Met behulp van bewijsmateriaal bestaande uit onder andere DNA, vingerafdrukken en het eventuele lijk moet het proberen uit te zoeken wie de dader is.

## Productie
CSI werd vanaf 2000 gemaakt door CBS, met Anthony E. Zuiker als producer en originele schrijver.
De drie versies van de serie gebruikten als themalied enkele hits van de Engelse rockband The Who. Voor de intro van CSI: Crime Scene Investigation werd het lied Who Are You gebruikt en voor CSI: NY & CSI: Miami de nummers Baba O'Riley en Won't Get Fooled Again van het album Who's Next gebruikt. Op 27 september 2007 was in de Verenigde Staten de première van seizoen 8 Dead Doll. Op maandag 3 december 2007 begon in Nederland seizoen 8. In Vlaanderen wordt CSI verzorgd door STAR Channel & Play6. Op donderdag 5 maart 2009 ging daar seizoen 8 van start. In de zevende aflevering Goodbye and Good Luck verliet Sara Sidle (gespeeld door Jorja Fox) de serie. Aan het eind van dit seizoen werd Warrick Brown (gespeeld door Gary Dourdan) vermoord.
Vanaf aflevering 11 van seizoen 9 speelde Gil Grissom (gespeeld door William Petersen) niet meer mee en nam Catherine Willows (gespeeld door Marg Helgenberger) de leiding over. Acteur Laurence Fishburne werd een nieuw lid van het team. Hij vertolkte de rol van Dr. Raymond Langston. Gil Grissom had zich in Costa Rica gevoegd bij Sara Sidle. Ze trouwden met elkaar en vanaf de eerste aflevering van seizoen 10 Family Affair kwam Sara weer terug.
Vanaf seizoen 11 zou Liz Vassey, die de rol van Wendy Simms speelde, niet meer meedoen. Aan het begin van seizoen 12 was duidelijk dat Laurence Fishburne de serie had verlaten. Acteur Ted Danson werd in seizoen 12 zijn opvolger. Hij speelde supervisor D.B. Russell, die van Portland overgeplaatst was naar Las Vegas. Ook Morgan Brody (gespeeld door Elisabeth Harnois) werd toegevoegd aan het team. Zij werd overgeplaatst vanuit Los Angeles. In datzelfde seizoen ging Catherine Willows bij de FBI werken en verliet de serie. Voor haar in de plaats kwam Julie Finlay (gespeeld door Elisabeth Shue).

## Stijl
De serie wordt vaak vergeleken met series als Quincy en The X-Files. De gadgets en het gebruik van soms nog niet bestaande technologie maakt dat de serie soms in het sciencefictiongenre wordt geplaatst. In 2004 kreeg de serie een Saturn Award nominatie voor beste sciencefiction-, fantasie- of horrorserie.
De serie staat bekend om de ongewone camerahoeken, percussieve montagetechnieken, high-tech gadgets, gedetailleerde technische discussies en grafische weergaven van bijvoorbeeld de baan van een kogel, bloedspetters, schade aan organen, methodes van bewijzenverzameling en de reconstructie van een misdaad. Veel afleveringen bevatten lange scènes waarin testen of ander technisch werk tot in de detail wordt getoond, met vaak geen geluid behalve muziek.
Hoewel geweld altijd een belangrijke rol speelt in de serie is de serie minder gewelddadig dan zijn spin-off CSI: Miami in het opzicht dat de Las Vegas onderzoekers vrijwel nooit dodelijke middelen aangrijpen. Gil Grissom heeft in de serie zelfs gemeld een hekel te hebben aan het altijd bij zich dragen van een vuurwapen.
In vrijwel elke aflevering komen twee niet gerelateerde zaken aan bod. Een paar afleveringen draaien om één enkele zaak of twee zaken die samen blijken te komen. Ook slaagt het team niet altijd in het oplossen van de zaak, wat de serie realistischer doet overkomen.

## Rolverdeling
| D.B. Russell              | Ted Danson         | CSI teamleider nachtdienst           |          |          |          |          |          |          |          |          |          |          |          | Hoofdrol | Hoofdrol | Hoofdrol | Hoofdrol | Hoofdrol |          |          |          |          |          |          |          |          |  |
| Catherine Willows         | Marg Helgenberger  | CSI assistent teamleider nachtdienst | Hoofdrol | Hoofdrol | Hoofdrol | Hoofdrol | Hoofdrol | Hoofdrol | Hoofdrol | Hoofdrol | Hoofdrol | Hoofdrol | Hoofdrol | Hoofdrol |          | gast     |          | gast     |          |          |          |          |          |          |          |          |  |
| Julie Finlay              | Elisabeth Shue     | CSI assistent teamleider nachtdienst |          |          |          |          |          |          |          |          |          |          |          | Hoofdrol | Hoofdrol | Hoofdrol | Hoofdrol |          |          |          |          |          |          |          |          |          |  |
| Nicholas (Nick) Stokes    | George Eads        | CSI rang 3                           | Hoofdrol | Hoofdrol | Hoofdrol | Hoofdrol | Hoofdrol | Hoofdrol | Hoofdrol | Hoofdrol | Hoofdrol | Hoofdrol | Hoofdrol | Hoofdrol | Hoofdrol | Hoofdrol | Hoofdrol |          |          |          |          |          |          |          |          |          |  |
| Sara Sidle                | Jorja Fox          | CSI rang 3                           | Hoofdrol | Hoofdrol | Hoofdrol | Hoofdrol | Hoofdrol | Hoofdrol | Hoofdrol | Hoofdrol | gast     | bijrol   | Hoofdrol | Hoofdrol | Hoofdrol | Hoofdrol | Hoofdrol | Hoofdrol |          |          |          |          |          |          |          |          |  |
| Greg Sanders              | Eric Szmanda       | CSI rang 3                           | bijrol   | bijrol   | Hoofdrol | Hoofdrol | Hoofdrol | Hoofdrol | Hoofdrol | Hoofdrol | Hoofdrol | Hoofdrol | Hoofdrol | Hoofdrol | Hoofdrol | Hoofdrol | Hoofdrol | Hoofdrol | Hoofdrol |          |          |          |          |          |          |          |  |
| Dr. Albert (Al) Robbins   | Robert David Hall  | Patholoog-anatoom                    | bijrol   | bijrol   | Hoofdrol | Hoofdrol | Hoofdrol | Hoofdrol | Hoofdrol | Hoofdrol | Hoofdrol | Hoofdrol | Hoofdrol | Hoofdrol | Hoofdrol | Hoofdrol | Hoofdrol | Hoofdrol | Hoofdrol |          |          |          |          |          |          |          |  |
| David Hodges              | Wallace Langham    | Sporenonderzoek                      |          |          | bijrol   | bijrol   | bijrol   | bijrol   | bijrol   | Hoofdrol | Hoofdrol | Hoofdrol | Hoofdrol | Hoofdrol | Hoofdrol | Hoofdrol | Hoofdrol | Hoofdrol | Hoofdrol | Hoofdrol | Hoofdrol | Hoofdrol | Hoofdrol | Hoofdrol |          |          |  |
| David Phillips            | David Berman       | Assistent patholoog-anatoom          | bijrol   | bijrol   | bijrol   | bijrol   | bijrol   | bijrol   | bijrol   | bijrol   | bijrol   | Hoofdrol | Hoofdrol | Hoofdrol | Hoofdrol | Hoofdrol | Hoofdrol | Hoofdrol | Hoofdrol | Hoofdrol | Hoofdrol | Hoofdrol | Hoofdrol | Hoofdrol | Hoofdrol | Hoofdrol |  |
| Morgan Brody              | Elisabeth Harnois  | CSI rang 2                           |          |          |          |          |          |          |          |          |          |          | gast     | Hoofdrol | Hoofdrol | Hoofdrol | Hoofdrol | Hoofdrol | Hoofdrol |          |          |          |          |          |          |          |  |
| Capt. James (Jim) Brass   | Paul Guilfoyle     | Hoofd moordonderzoek LVPD            | Hoofdrol | Hoofdrol | Hoofdrol | Hoofdrol | Hoofdrol | Hoofdrol | Hoofdrol | Hoofdrol | Hoofdrol | Hoofdrol | Hoofdrol | Hoofdrol | Hoofdrol | Hoofdrol |          | gast     |          |          |          |          |          |          |          |          |  |
| Sofia Curtis              | Louise Lombard     | Politiechef                          |          |          |          |          | bijrol   | bijrol   | Hoofdrol | gast     |          |          | gast     |          |          |          |          |          |          |          |          |          |          |          |          |          |  |
| Warrick Brown             | Gary Dourdan       | CSI rang 3                           | Hoofdrol | Hoofdrol | Hoofdrol | Hoofdrol | Hoofdrol | Hoofdrol | Hoofdrol | Hoofdrol |          |          |          |          |          |          |          |          |          |          |          |          |          |          |          |          |  |
| Dr. Gilbert (Gil) Grissom | William Petersen   | CSI teamleider nachtdienst           | Hoofdrol | Hoofdrol | Hoofdrol | Hoofdrol | Hoofdrol | Hoofdrol | Hoofdrol | Hoofdrol | Hoofdrol |          | gast     | gast     |          |          |          | gast     |          |          |          |          |          |          |          |          |  |
| Riley Adams               | Lauren Lee Smith   | CSI rang 2                           |          |          |          |          |          |          |          |          | Hoofdrol |          |          |          |          |          |          |          |          |          |          |          |          |          |          |          |  |
| Wendy Simms               | Liz Vassey         | DNA Laborant                         |          |          |          |          |          | bijrol   | bijrol   | bijrol   | bijrol   | Hoofdrol | gast     |          |          |          |          |          |          |          |          |          |          |          |          |          |  |
| Dr. Raymond Langston      | Laurence Fishburne | CSI rang 2                           |          |          |          |          |          |          |          |          | Hoofdrol | Hoofdrol | Hoofdrol |          |          |          |          |          |          |          |          |          |          |          |          |          |  |
| Michael Keppler           | Liev Schreiber     | CSI rang 3                           |          |          |          |          |          |          | Hoofdrol |          |          |          |          |          |          |          |          |          |          |          |          |          |          |          |          |          |  |
| Holly Gribbs              | Chandra West       | CSI rang 1                           | bijrol   |          |          |          |          |          |          |          |          |          |          |          |          |          |          |          |          |          |          |          |          |          |          |          |  |

### Labtechnici
| Naam                          | Acteur                                             | Status   | Eerste aflevering | Laatste aflevering |
| ----------------------------- | -------------------------------------------------- | -------- | ----------------- | ------------------ |
| Kacey Monohan Bommenexpert    | Sienna Guillory                                    | In leven | Shock Waves       | Shock Waves        |
| Bobby Dawson Ballistiek       | Gerald McCullough                                  | In leven | Cool Change       | Huidig             |
| Archie Johnson A/V Analist    | Archie Kao                                         | In leven | Chaos Theory      | Huidig             |
| Mandy Webster Vingerafdrukken | Sheeri Rappaport                                   | In leven | Anonymous         | Huidig             |
| Henry Andrews Toxicologie     | Jon Wellner                                        | In leven | Iced              | Huidig             |
| Judy Tremont Secretaresse     | Victoria Reiniger (credited als Victoria Prescott) | In leven | Blood Lust        | Huidig             |
| Mia Dickerson DNA             | Aisha Tyler                                        | In leven | Harvest           | Grave Danger       |

### Detectives en sheriffs
| Naam           | Acteur               | Rol                                     | Status                  | Eerste aflevering          | Laatste aflevering |
| -------------- | -------------------- | --------------------------------------- | ----------------------- | -------------------------- | ------------------ |
| Reed           | Katee Sackhoff       | Detective                               | In leven                | Cold Blooded               | Huidig             |
| Mitchell       | Larry Mitchell       | Officier                                | In leven                | Room Service               | Huidig             |
| Metcalf        | Joseph Patrick Kelly | Officier                                | In leven                | Sounds of Silence          | Huidig             |
| Luis Vartann   | Alex Carter          | Detective, Sergeant Moordzaken          | In leven                | Grissom Versus the Volcano | Huidig             |
| Kevin Crawford | Alami Bellard        | Detective, Sergeant Moordzaken          | In leven                | Strip Maul                 | Huidig             |
| Conrad Ecklie  | Marc Vann            | Sheriff, voormalige dagploeg supervisor | In leven                | Blood Drops                | Huidig             |
| Sam Vega       | Geoffrey Rivas       | Detective, Sergeant Moordzaken          | Overleden               | Too Tough to Die           | Altered Stakes     |
| Cavaliere      | José Zúñiga          | Detective, Sergeant Moordzaken          | In leven                | Getting Off                | Say Uncle          |
| Rory Atwater   | Xander Berkeley      | Sheriff                                 | In leven                | Invisible Evidence         | Formalities        |
| Cyrus Lockwood | Jeffrey D. Sams      | Detective                               | Overleden (Vermoord)    | Primum Non Nocere          | Inside the Box     |
| Jeffrey McKeen | Conor O'Farrell      | Ondersheriff                            | In leven (Gearresteerd) | Grave Danger               | Karma to Burn      |

## Spin-offs
In navolging van het succes van CSI: Crime Scene Investigation zijn de series CSI: Miami en CSI: NY en CSI: Cyber en CSI: Vegas ontwikkeld. Elk van deze series heeft een eigen forensisch team.

## Computerspellen
Inmiddels zijn er zeven computerspellen verschenen over de serie:
Lijst van alle CSI games CSI Video-Games
- CSI: Crime Scene Investigation
- CSI: Dark Motives
- CSI: 3 Dimensions of Murder
- CSI: Hard Evidence
- CSI: Deadly Intent
- CSI: Fatal Conspiracy
- CSI: Unsolved

## Kritiek
- CSI krijgt vaak kritiek voor de grote mate van gewelddadige beelden en soms seksuele inhoud van de afleveringen. De CSI-serie en zijn spin-offs zouden de grenzen van wat nog aanvaardbaar is op televisie flink hebben opgeschoven.[1]
- Een ander punt van kritiek zijn de procedures die de agenten vaak gebruiken en die volgens critici onrealistisch zijn.[2] Bijvoorbeeld: de hoofdpersonen analyseren een plaats delict, maar lossen ook de zaak op. In werkelijkheid worden beide gedaan door afzonderlijke teams.
- Vooral de politiek en officieren van justitie vinden de serie maar niets, aangezien volgens hen de serie een onjuist beeld geeft van hoe de politie zaken zou oplossen. Vooral leden van de jury bij een rechtszaak zouden hier te veel door beïnvloed worden (het zogenaamde CSI-effect).[3]
- CSI's personages rijden vaak in dure en snelle voertuigen (zoals de GMC Yukon Denali SUV.) Echte CSI’ers rijden in niet-gemarkeerde patrouillewagens of gewone bestelbusjes.

## Trivia
- CSI is in Nederland het best bekeken Amerikaanse televisieprogramma, met gemiddeld 1,3 miljoen kijkers per week.
- In aflevering 3.15 Lady Heather's Box vertelt Lady Heather dat ze een eigen website heeft voor haar pornografische activiteiten die in die aflevering spelen. De site zou net als haar eigen naam, ladyheather.com heten. Wanneer men echt probeert deze website te bezoeken, werd men doorgestuurd naar de officiële site van CSI: Crime Scene Investigation.
- Er is ook een boekenserie rond de serie ontwikkeld. Van de originele serie, de NY-serie en de Miami-serie, zijn in totaal 28 boeken uitgekomen.
- Anthony Zuiker antwoordde op de vraag of er ook een film van de populaire televisieserie zou komen, dat die er pas kwam na het 30e seizoen.
- Het programma was in 1997 aanvankelijk opgezet voor ABC, maar werd geweigerd omdat het te ingewikkeld zou zijn voor de gemiddelde kijker.
- In juli 2004 werden George Eads en Jorja Fox ontslagen omdat ze ontevreden waren over hun contract, maar ze werden weer aangenomen nadat hun contracten waren aangepast.
- Van alle CSI-spin-offs is deze de langstlopende serie. CSI: Miami werd gestopt na tien seizoenen, terwijl CSI: Cyber na twee seizoenen werd gestopt.
- CSI Las Vegas is de enige CSI die een 2 uur durende tv-film (Immortality) heeft als afsluiting van de serie, waarbij gasten William Petersen en Marg Helgenberger even terugkomen.

## Prijzen
- 2002 - Emmy Award – Beste make-up voor een serie
- 2003 - Emmy Award – Beste geluidsmontage voor een serie
- 2003 - Telegatto - Beste tv-serie (Italië)
- 2004 - Saturn Award - Beste netwerk van televisieseries
- 2005 - People's Choice Awards - Choice TV Drama
- 2005 - People's Choice Awards - Choice TV Actress - Marg Helgenberger
- 2006 - People's Choice Awards - Choice TV Drama
- 2006 - ASCAP Award - Top TV Series
- 2007 - Emmy Award - Beste Sound Mixing voor een comedy of dramaserie
- 2010 - Emmy Award - Beste Visuele Special Effects voor een serie

### Seizoen 10, deel 2
| Hitnotering: 06-08-2011 t/m 13-08-2011 | Hitnotering: 06-08-2011 t/m 13-08-2011 | Hitnotering: 06-08-2011 t/m 13-08-2011 | Hitnotering: 06-08-2011 t/m 13-08-2011 |
| Week:                                  | 1                                      | 2                                      |                                        |
| -------------------------------------- | -------------------------------------- | -------------------------------------- | -------------------------------------- |
| Positie:                               | 24                                     | 29                                     | uit                                    |